# Coelogynopora hangoensis
Coelogynopora hangoensis är en plattmaskart som beskrevs av Tor Karling 1953. Coelogynopora hangoensis ingår i släktet Coelogynopora och familjen Coelogynoporidae. Inga underarter finns listade i Catalogue of Life.